# Vela (Satellit)

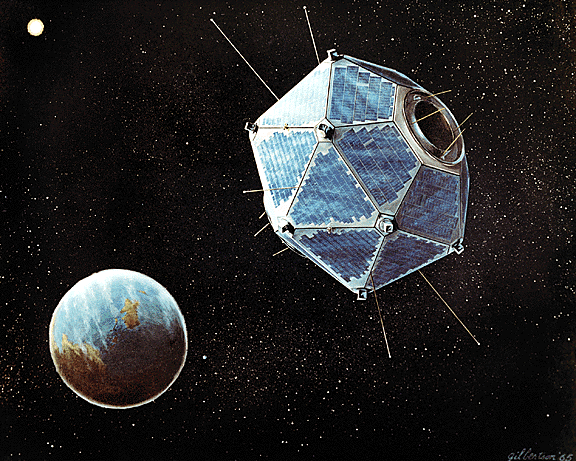
Zeichnerische Darstellung von Vela 5B ca. 100.000 km über der Erde

Die Vela-Satelliten (von spanisch velar „beobachten“, oder nach lateinisch Vela, „die Segel“, für das Sternbild Segel des Schiffs) waren eine Serie von US-amerikanischen Überwachungssatelliten, die dazu gedacht waren, im Rahmen des Vela-Projekts oberirdische Atombombentests auf der gesamten Erde anhand der von ihnen ausgesandten Gammastrahlung lückenlos vom Weltall aus  festzustellen. Sie waren ein Instrument zur effektiven Überprüfung der Einhaltung des Vertrags über das Verbot von Atomwaffentests in der Atmosphäre, im Weltraum und unter Wasser von 1963 (Partieller Teststopp-Vertrag) zwischen den USA, der UdSSR und Großbritannien. Sie brachten der Gammaastronomie neue Impulse, indem sie die Gammablitze aus den Tiefen des Weltalls entdeckten.

## Vela-Serien
Die Vela-Satelliten besaßen alle die Form eines Ikosaeders und waren drallstabilisiert. Alle hatten als primäre Instrumentierung Röntgen-, Neutronen- und Gamma-Strahlen-Detektoren an Bord. Sie wurden in Umlaufbahnen von 101.000 bis 113.000 km Höhe gebracht.
Zunächst wurden sechs Satelliten paarweise von Atlas-Agena-Raketen in den Orbit gebracht, die jeweils für fünf Jahre im Dienst waren: Vela 1 und 2 am 17. Oktober 1963, Vela 3 und 4 am 17. Juli 1964, Vela 5 und 6 am 20. Juli 1965. Diese Satelliten registrierten nur Gammastrahlung aus der Erdatmosphäre aber so gut wie nicht aus dem Weltall, da die verwendeten Sensoren einen hohen Hintergrund hatten (~36 Signale pro Sekunde Hintergrund des Sensors vs. 40 Signale pro Sekunde z. B. vom Krebsnebel – einer der stärksten Quellen am Himmel). Da diese Serie sehr erfolgreich war, wurde eine Serie verbesserter Vela-Satelliten mit Raketen vom Typ Titan-IIIC ebenfalls paarweise in den Orbit gebracht, die zusätzlich neben einigen wissenschaftlichen Instrumenten auch mit Instrumenten zur optischen Erkennung von Atombombenexplosionen in der Atmosphäre ausgestattet und jeweils für mehr als 10 Jahre im Betrieb waren: Vela 7 und 8 am 28. April 1967, Vela 9 und 10 am 23. Mai 1969, Vela 11 und 12 am 8. April 1970. Die letzten drei Vela-Satelliten wurden 1985 abgeschaltet.
Allgemeiner gebräuchlich sind jedoch die Bezeichnungen der Vela-Satelliten nach den gleichzeitig ins All geschickten Paaren, also Vela 1A und 1B für Vela 1 und 2 bis Vela 6A und 6B für die letzten.
Die Aufgaben von Vela übernahmen die GPS-Satelliten als Teil des Nuclear Detection System (NDS).

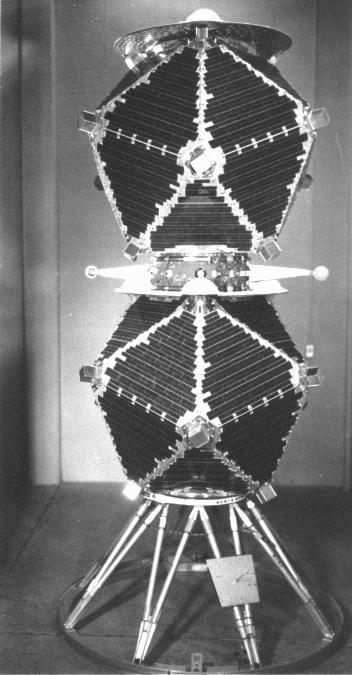
Zwei Vela-Satelliten der ersten Generation vor dem Start.
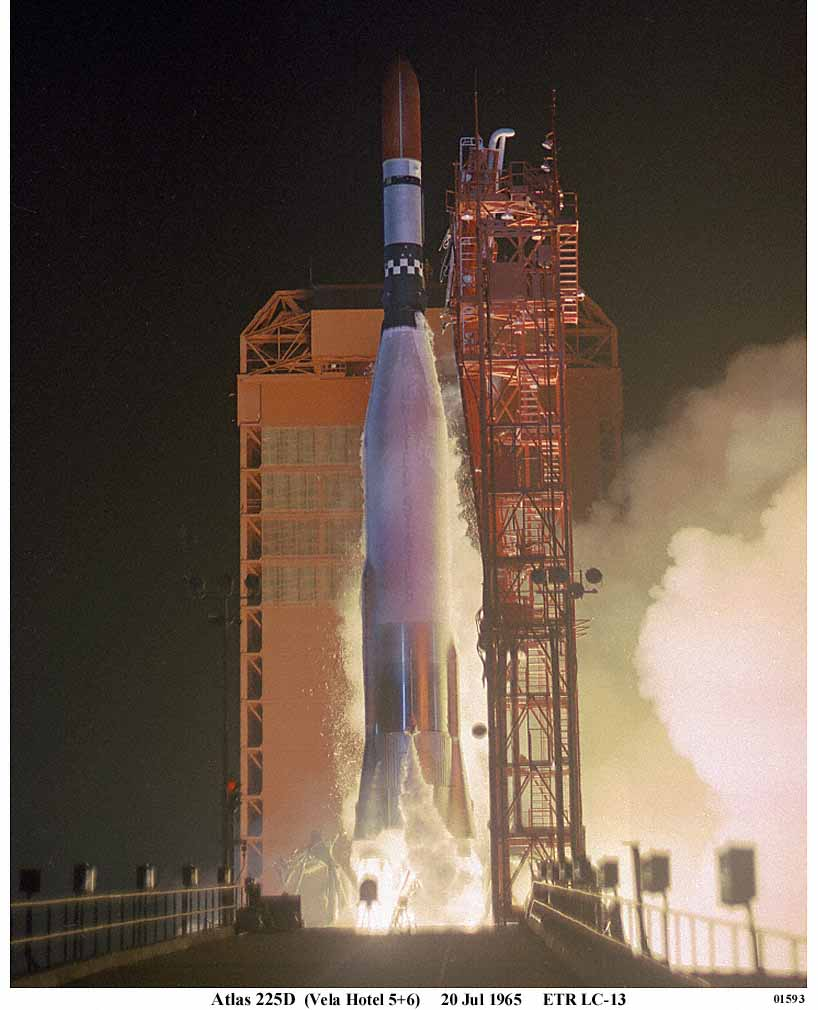
Start von Vela 3A und 3B mit einer Atlas-Agena-Rakete.
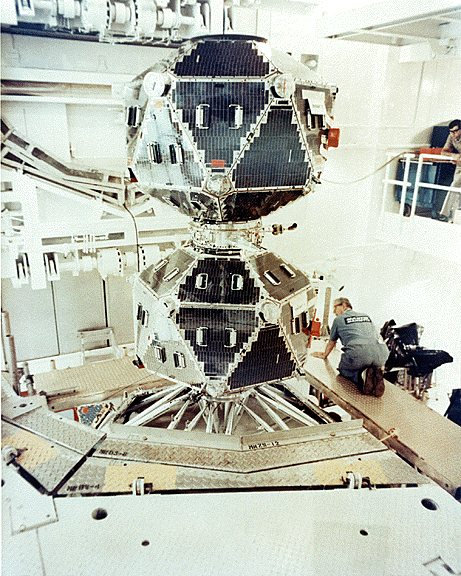
Zwei Vela-Satelliten der zweiten Generation (Vela 5A [oben] und 5B [unten]) vor ihrem Start.
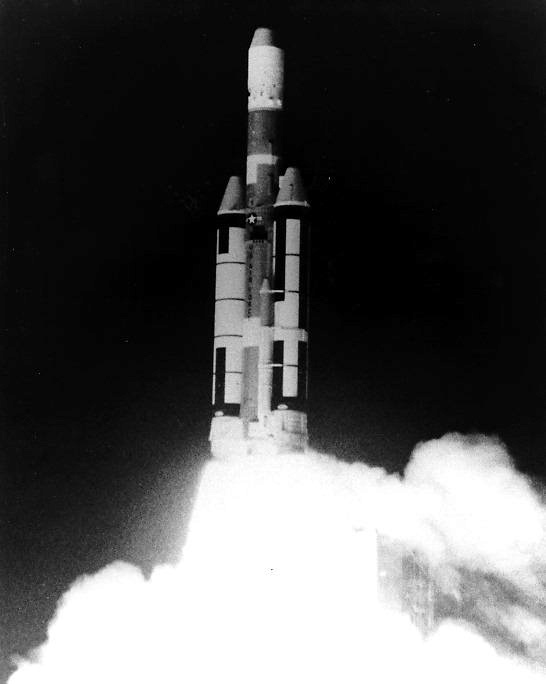
Start von Vela 6A und 6B mit einer Titan-IIIC-Rakete.

## Messprinzip

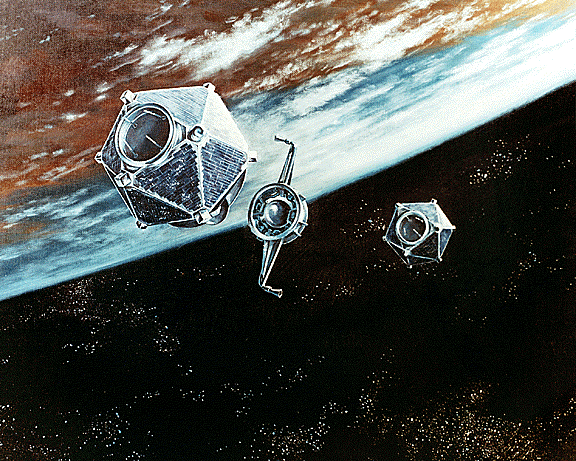
Zeichnerische Darstellung des Trennvorgangs von Vela 5A und 5B

Die beiden Satelliten eines Paares überwachten jeweils fast die ganze Erde. Dies war möglich, da die Satelliten eines Paares in der gleichen Umlaufbahn (von ca. 107.000 km Höhe mit 38° Inklination) um 180° zueinander versetzt hintereinander herflogen. (Beispiel: Wenn Satellit A den Nullmeridian überflog, befand sich gleichzeitig Satellit B über dem 180. Längengrad.) Wenn nun eine Atombombe explodierte, könnte nur einer der beiden Satelliten die Explosion aufzeichnen. Dadurch, dass ein Satellit eines anderen Paares – das vielleicht nur um 60° versetzt zu den Satelliten des ersten Paares die Erde umkreist – ebenfalls die Explosion registriert, könnte durch den Laufzeitunterschied zwischen der Ankunft des Explosionsblitzes bei den beiden Satelliten festgestellt werden, woher die Explosion käme.
Registrierten beide Satelliten eines Paares einen Gammablitz mit einem Laufzeitunterschied, der dem Durchmesser ihrer Umlaufbahn entspräche (über 210.000 km), könnte dieser nicht von der Erde stammen.

## Ergebnisse

### Militärische Überwachung
Ihren Hauptzweck, die Überprüfung des Stopps oberirdischer Kernwaffentests (die zu einer signifikanten Steigerung der Hintergrundradioaktivität auf der gesamten Erde führten) durch die Unterzeichnerstaaten, erfüllten diese Satelliten mit Erfolg. Die Unterzeichner des Abkommens hielten sich tatsächlich daran, wenngleich die nichtunterzeichnenden Staaten Frankreich und die Volksrepublik China noch längere Zeit oberirdische Tests durchführten (letzter oberirdischer Test am 16. Oktober 1980 von China). Nur ein einziger Vorfall der von den Vela-Satelliten registrierten Atombombenexplosionen ist bis heute umstritten: Der sogenannte Vela-Zwischenfall am 22. September 1979 im Südatlantik vor Südafrika, bei dem einer der mittlerweile nicht mehr vollständig funktionsfähigen Satelliten Signale  registrierte, die einer kleinen Atombombenexplosion entsprechen konnten. Bis heute ist unklar, ob ein solcher Test je stattgefunden hat, da es trotz sofortiger intensiver Nachforschungen in der vermuteten Region keine signifikanten Anzeichen eines oberirdischen Atomwaffentests gab und die vermuteten Verursacher Südafrika und Israel dieses offiziell nicht zugaben bzw. bisher nicht eindeutig widerlegten.

### Mysteriöse Gammablitze
Zusätzlich zu ihrer militärischen Hauptaufgabe entdeckten die Vela-Satelliten zahlreiche unbekannte kurze Gammastrahlenereignisse, sogenannte Gammablitze (Gamma Ray Bursts), die lange Zeit als unerklärbar galten. Man fand jedoch 1973 heraus, dass diese nicht von der Erde, sondern aus den Tiefen des Weltalls stammten. Die Vela-Satelliten waren somit ein wichtiger Schritt in der Entwicklung der Gammaastronomie. Ein Großteil der Ausbeute der Vela-Satelliten war also somit ganz unerwartet nicht die militärische Überwachung, sondern die Erforschung des Weltalls. Die wissenschaftlichen Ergebnisse wurden jedoch erst nach einigen Jahren für die Forschung freigegeben.